# Kettering, Maryland
Kettering är en så kallad census-designated place i Prince George's County i Maryland. Vid 2010 års folkräkning hade Kettering 12 790 invånare.